# ニコロス・ギラウリ
ニコロス（ニカ）・ギラウリ（グルジア語: ნიკოლოზ (ნიკა) გილაური、Nikoloz "Nika" Gilauri 、1975年2月14日 - ）は、ジョージアの政治家。副首相、財務相、首相を歴任した。

## 生い立ちと初期の経歴
1975年2月14日、ソビエト連邦の一部であったグルジア共和国の首都トビリシに生まれる。トビリシ大学を卒業し、次いでアイルランドのリムリック大学で経済学と財政学を修め、さらにアメリカのテンプル大学で国際経済学を修めた。1999年ダブリン国際金融センターでファンド・アドミニストレイター、マネージャーとして勤務。2000年フィラデルフィア中小企業開発センターの金融コンサルタント。2001年テレコムグルジア社のコンサルタント。2002年スペイン・イベルドローダ社のグルジアエネルギー市場マネージメント部門のコンサルタントを歴任したほか、2003年から2004年までグルジア国家電力システム経営管理者を務めた。

## 政治家
2003年のバラ革命後、ミハイル・サーカシヴィリ率いる若手改革派チームの一員としてグルジア政府入りする。2004年2月17日エネルギー大臣に任命される。2004年12月から2005年2月にかけて起きたグルジアのエネルギー危機では解決のため、陣頭指揮に当たった。 2006年1月、グルジアとアゼルバイジャンおよびイランとの間でガス供給に関する協議では突出した役割を演じた。このガス供給については、ロシアとの間で係争中の北オセチア問題によりサボタージュにあって停止された。
2006年3月、ロシア・グルジア間の論争に対して、ギラウリは声明を発し、価格面で折り合いがつけば、グルジアのガスパイプラインをロシアのガス独占企業体ガスプロムに売却しても良いというステートメントを出した。もっとも、後にギラウリは、この声明がガス企業体の民営化前の話と弁解し、結局、ロシア・グルジア間の協議も行われずに終わった。2006年12月、グルジアとトルコ、アゼルバイジャン間のガス供給が開始され、サーカシヴィリはギラウリの功績を英雄的と賞賛した。
2007年9月7日、2007年グルジア政治危機の後、行われた改革改造で蔵相に就任した。
2008年12月、ギラウリは新設された第一副首相に任命された。2009年2月6日、グリゴル・ムガロブリシュヴィリの後任として首相に指名され、グルジア議会によって承認された。2012年7月に退任。